# Hatuquessi
Hatuquessi (Hatukesi) ist ein osttimoresischer Suco im Verwaltungsamt Liquiçá (Gemeinde Liquiçá).

## Geographie
Hatuquessi liegt im Nordwesten des Verwaltungsamts Liquiçá. Nördlich und südöstlich befindet sich der Suco Dato, nordöstlich der Suco Loidahar und südlich der Suco Leotala. Im Westen grenzt Hatuquessi an das Verwaltungsamt Maubara mit seinem Suco Vatuvou. An der Ostgrenze entspringt der Fluss Ricameta, der der Grenze nach Norden folgt, und vereinigt sich dort mit dem in Hatuquessi entspringenden Nomoro zum Laklo, der dann nach Norden weiter fließt. Im Süden entspringt im Grenzgebiet zu Vatuvou der nach Süden zum Lóis fließende Manobira. Hatuquessi hat eine Fläche von 10,44 km² und teilt sich in die acht Aldeias Caicoletohoho, Caidico (Caidicu), Hatarlema, Hatuquessilete (Hatuquesi Lete, Hatuqesi Lete), Lebusalara (Lebosalara), Nunubrihati (Nunubrihate), Nunuhou und Tautalo.
Die Besiedlung des Sucos besteht aus einzelnstehenden Häusern oder kleinen Gruppen von weiter auseinanderliegenden Häusern. Orte sind zum Beispiel im Nordwesten Lebotatalelo in der Aldeia Nunuhou, Tautalo im Westen, Hatarlema im Nordosten, Hatuquessilete (mit dem Sitz des Sucos) und Nunubrihati im Osten und im Süden Caidico, Lebusalara und Caicoletohoho.
Grundschulen gibt es in Hatuquessilete (Escola Primaria Hatuquessi) und Lebotatalelo. In Hatarlema befindet sich ein Hospital.
Zwei Straßen durchziehen den Suco in Nord-Süd-Richtung im Westen und im Osten. Die besser ausgebaute im Osten führt nach Vila de Liquiçá im Norden, die östliche Piste endet am Zusammenfluss der Quellflüsse des Laklos und führt nur nach Süden nach Leotala. Zu den Parlamentswahlen in Osttimor 2007 mussten die Wahlurnen noch mit Pferden und Trägern zum Wahllokal gebracht und wieder abgeholt werden mussten.

## Einwohner
In Hatuquessi leben 3.399 Einwohner (2022), davon sind 1.698 Männer und 1.701 Frauen. Im Suco gibt es 580 Haushalte. Fast 94 % der Einwohner geben Tokodede als ihre Muttersprache an. Über 5 % sprechen Tetum Prasa und eine Minderheit Tetum Terik.

Tara Bandu in Hatuquessi
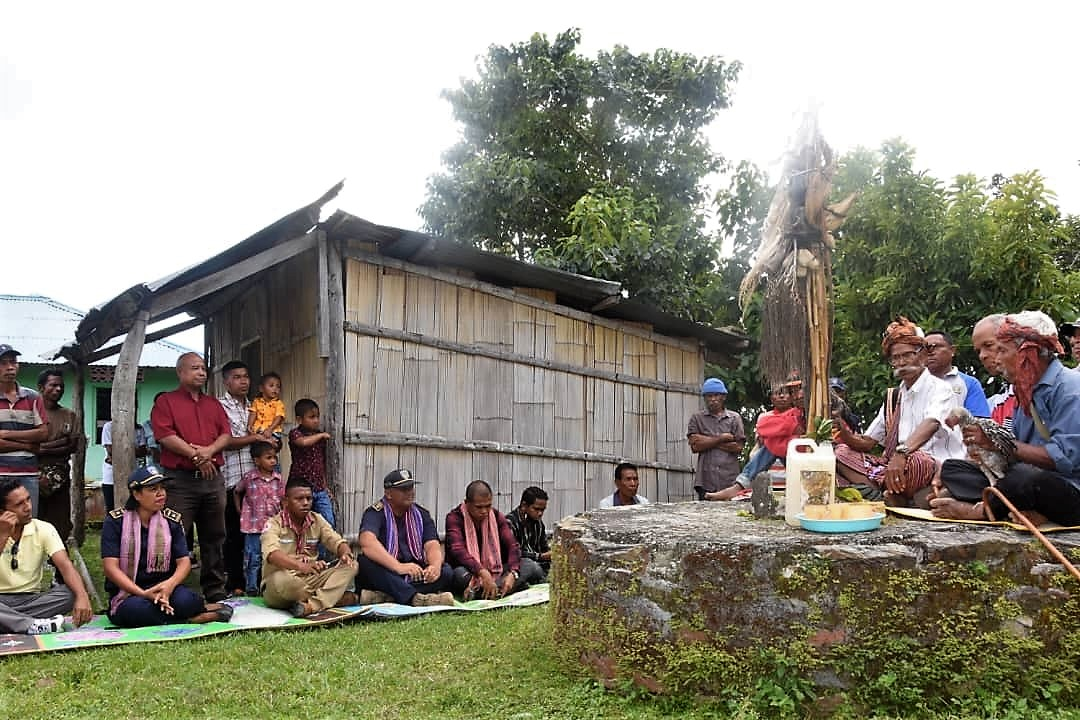
Zeremonie auf dem traditionellen Altar im Ort
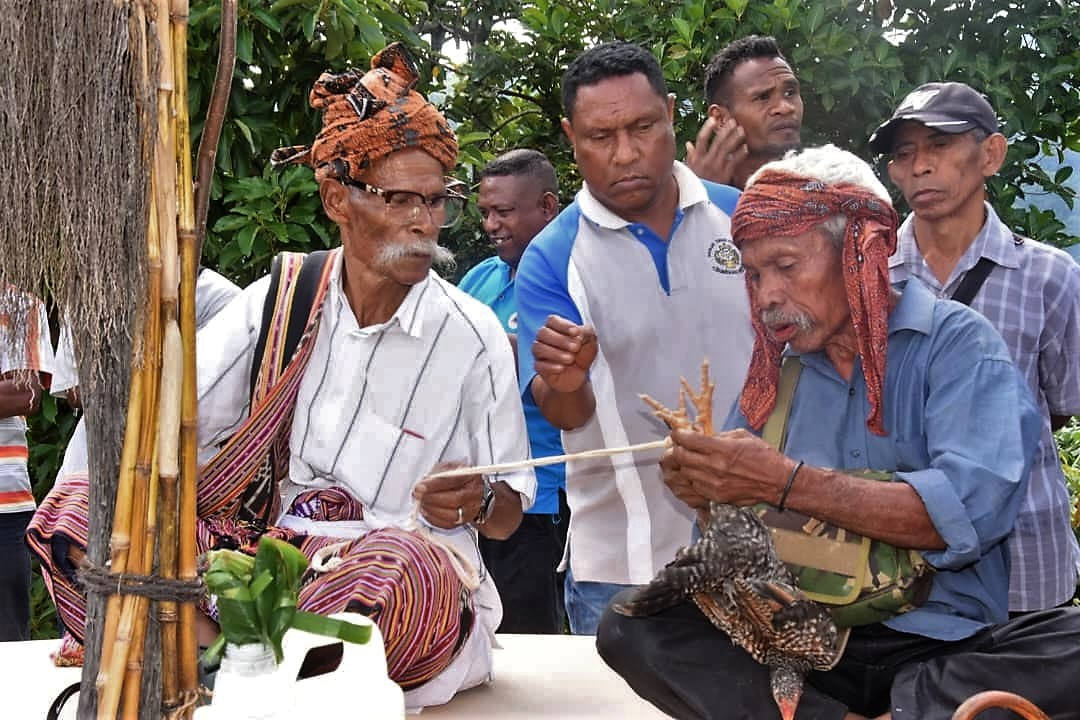
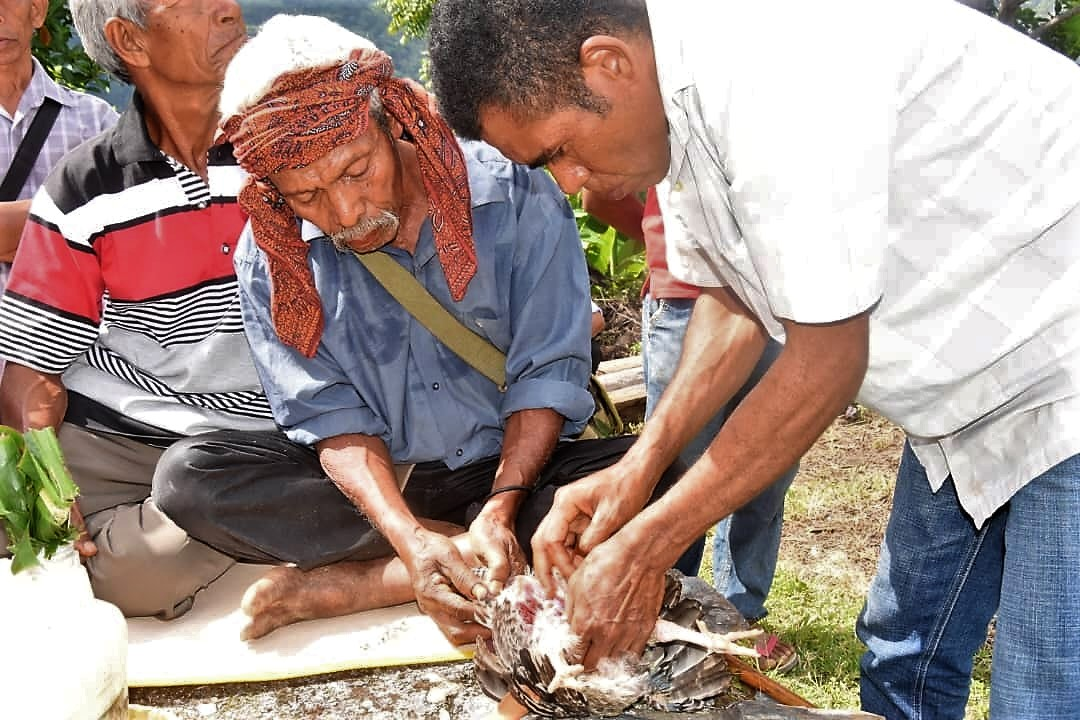
Ein Huhn wird zur Zeremonie geopfert
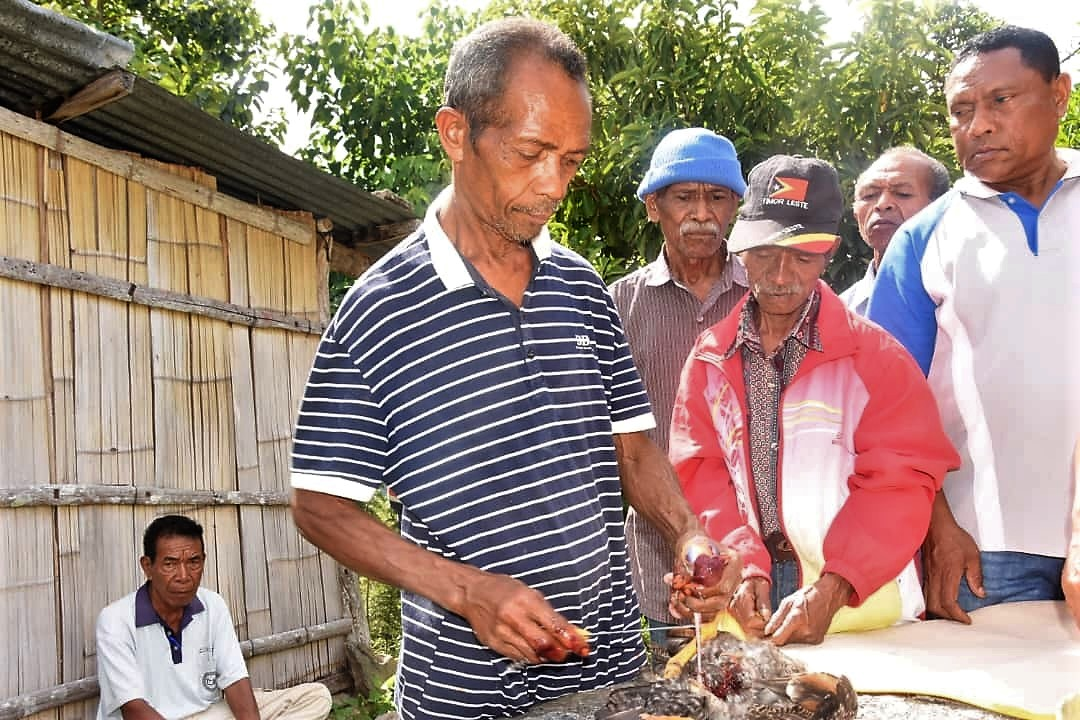
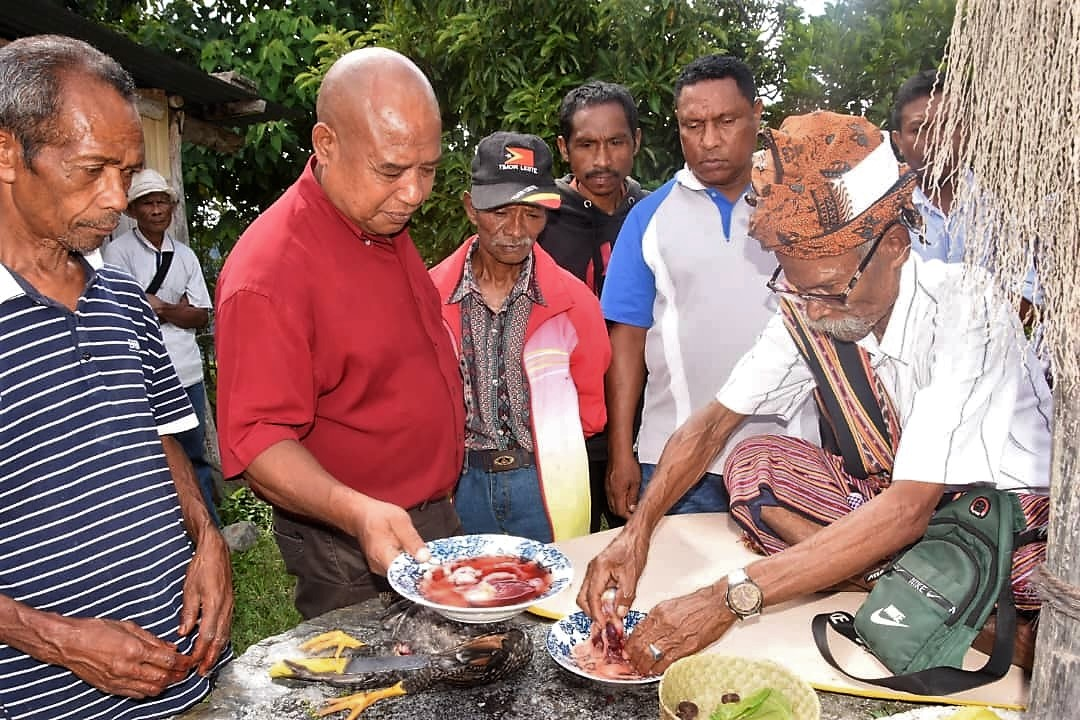
Der Lian Nain begutachtet die Innereien

## Geschichte
Ende 1979 gab es in Hatarlema ein sogenanntes Transit Camp, in denen die indonesischen Besatzer osttimoresische Zivilisten internierten.

## Politik

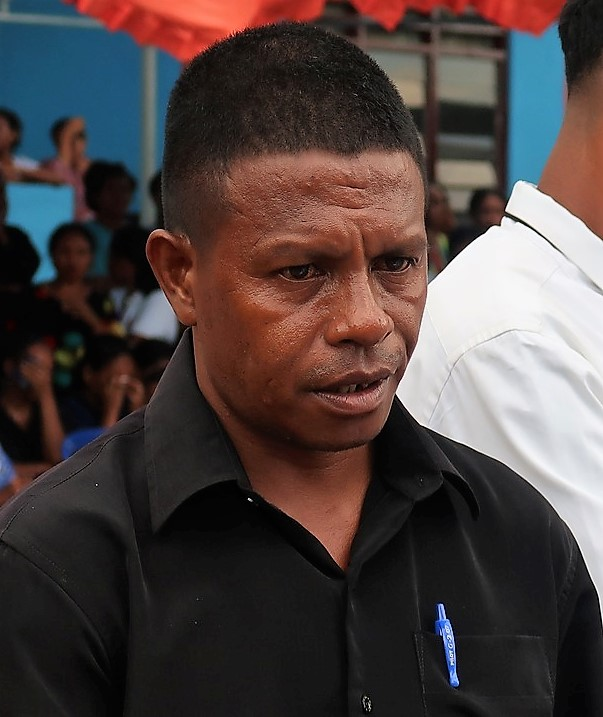
Chefe de Suco Rosario do Santos (2023)

Bei den Wahlen von 2004/2005 wurde Alberto Rodrigues zum Chefe de Suco gewählt. Bei den Wahlen 2009 gewann Augosto Vidigal, 2016 Rosario dos Santos und 2023 Zeto Vidigal Sampaio.